# Monumentul Eroilor Pompieri din București
Monumentul Eroilor Pompieri din București este realizat din bronz de sculptorul Wladimir Hegel (între anii 1899-1901) și a fost dezvelit la 13 septembrie 1901 pe Dealul Spirii, în fața Arsenalului Armatei, fiind închinat eroilor pompieri care au ripostat trupelor otomane venite să înăbușe Revoluția de la 1848. La ceremonia de inaugurare au participat și 17 eroi care se mai aflau în viață. Lucrarea a fost plătită prin subscripție deschisă, gestionată de o comisie, al cărei președinte a fost Eugeniu Carada.
Pe latura din față a monumentului este fixată o placă de bronz cu inscripția: "Luptătorilor de la 13 septembrie 1848, poporul român recunoscător, MDCCCL (1900)". Pe latura opusă este fixată o altă placă de bronz, pe care scrie: "În aducerea aminte a luptei susținută în acest loc de pompierii Bucureștilor, comandați de către căpitanul Zăgănescu, și de Batalionul II din Reg. 2 linie sub comanda col. Radu Golescu contra unei divizii de armată turcească comandată de Kerim Pașa".
Monumentul Eroilor Pompieri fusese înscris la poziția 135 pe lista monumentelor de artă din HCM 1860A/1955. Ca urmare a construirii Casei Poporului - în prezent, Palatul Parlamentului - monumentul a fost dezafectat în 1984. Mai târziu, a fost mutat la intersecția Căii 13 Septembrie cu Str. Izvor, și a fost redezvelit în data 13 septembrie 1990 în fața Hotelului JW Marriott, unde se găsește și la ora actuală.
În prezent, Monumentul Eroilor Pompieri din București este înscris în Lista monumentelor istorice 2010 - Municipiul București - la nr. crt. 2269, cod LMI B-III-m-B-19951, sub denumirea Monumentul pompierilor din Dealul Spirii.

## Contextul istoric

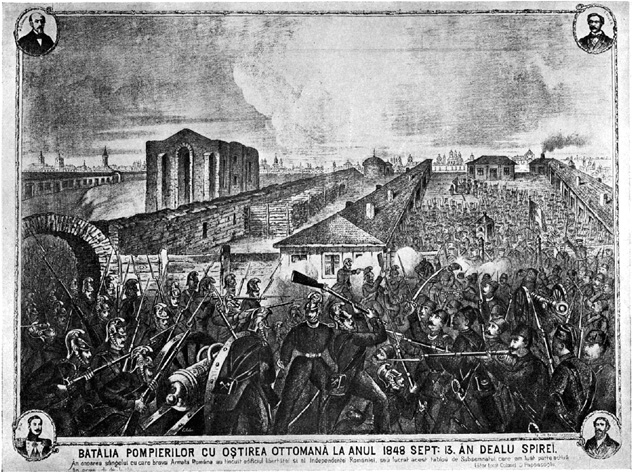
Gravură de epocă reprezentând Bătălia Pompierilor din Dealul Spirei

La 13 septembrie 1848 trupele otomane ce intrau în București pentru a calma situația explozivă provocată de revoluție sunt întâmpinate de compania de pompieri, cu un efectiv de 166 pompieri, aflată sub comanda căpitanului Pavel Zăgănescu. Turcii, având un efectiv de aproximativ 5000 de ostași, conduși de Kerim Pașa, veneau dinspre Cotroceni și coborau către cazarma din dealul Spirii, pentru a campa acolo. În același timp compania de pompieri urca pe lângă Mănăstirea Mihai Vodă. În urma unor divergențe și neînțelegeri între soldații români din cazarmă ce trebuiau să deschidă turcilor porțile și turcii obosiți la care s-a adăugat tensiunea provocată de apariția companiei de pompieri s-a produs o încăierare ce a degenerat într-o bătălie în toată regula cu mulți morți și răniți. Această bătălie a fost ultima dintre turci și români dusă pe teritoriul românesc. 
Luptând vitejește, pompierii până la urmă au trebuit să se retragă și unii chiar reușind să treacă prin rândurile otomane au ajuns la cazarmă. Rezistența fiind acerbă și văzând că soldații români luptă în disperare de cauză fiind înconjurați de numeroasa armată otomană, Kerim Pașa a cerut oprirea ostilităților, sub pretextul clemenței ostașilor, dar odată cu depunerea armelor, mulți dintre aceștia au fost secerați sub focul inamic. Atunci au căzut la datorie aproape jumătate din efectivele pompierilor, Dealul Spirii devenind, prin această tragică faptă de arme, un simbol al jertfei și iubirii de țară. A doua zi, pe 14 septembrie, Capitala era din nou sub ocupație otomană.
În amintirea acestei confruntări, data de 13 septembrie a devenit din 1953 ziua pompierilor din România.
Dealul Spirii și Cazarma Arsenal au fost rase de pe fața Capitalei când s-a construit Casa Poporului, astfel că locul bătăliei nu mai poate fi vizitat astăzi.

## In memoriam
Eroii pompieri căzuți în luptele cu turcii de la 13 septembrie 1848 de pe Dealul Spirei și de la bariera de pe Podul de Pământ (Calea Plevnei) au fost înmormântați într-o groapă comună cu toate onorurile. Este vorba de doi ofițeri (lt. Nicolae Dănescu și slt. Stărostescu) împreună cu 47 de soldați pompieri. La 13 septembrie 1998, la aniversarea a 150 de ani de la jertfa acestora, în curtea bisericii Sf. Gheorghe-Plevna a fost sfințit un monument funerar din marmură.

## Vezi și
- Statuia „Pompierul” din Suceava
- Pompierii în România